# Zawiercie Małe
Zawiercie Małe – dawna wieś, jedna z dwóch (obok Zawiercia Dużego) pierwotnych ognisk osadniczch współczesnego miasta Zawiercie.

## Historia
Historia miasta Zawiercie sięga 1431 roku, kiedy to w dokumencie nadającym grunty i zezwolenie na zbudowanie karczmy po raz pierwszy została wymieniona nazwa Zawiercie. W końcu XVIII wieku istniały dwie sąsiadujące miejscowości: Zawiercie Większe, w którym znajdował się tartak oraz Zawiercie Małe z fryszerką . Na przełomie XIX i XX w. utrwalił się podział na dwie wsie: Zawiercie Małe i Zawiercie Duże.
Zawiercie Małe rozpościerało się po prawej stronie Warty, wzdłuż drogi wiodącej do Marciszowa (współczesna ulica 11 Listopada). W 1827 liczyło ono tylko 10 domów i 129 mieszkańców . Położenie po prawej stronie rzeki sprawiło, że Zawiercie Małe wchodziło w skład dóbr Kromołów w powiecie olkuskim, podczas gdy Zawiercie Duże wchodziło w skład dóbr Mrzygłód w powiecie będzińskim.
Na rozwój obu wsi zawierciańskich mocno wpłynęła budowa Kolei Warszawsko-Wiedeńskiej w XIX wieku. Wybudowanie kolei na wschód od Zawiercia Małego sprawiło, że mimo położenia po prawej stronie Warty miejscowość zrosła się z Zawierciem Dużym, głównie na osi ulicy Aptecznej z powstałym między obydowma miejscowościami Starym Rynkiem. Obie miejscowości. Obie miejscowości weszły w 1867 roku w skład nowo utworzonej gminy Poręba Mrzygłodzka w powiecie będzińskim. Wokół powstały zakłady przemysłowe i osiedla przyfabryczne.
Podczas I wojny światowej Zawiercie Małe i Zawiercie Duże znalazły się pod okupacją niemiecką i reformowanego tam powiatu będzińskiego, gdzie 1 lipca 1915 połączyły się w miasto Zawiercie na mocy Ustawy Miejskej dla okręgów Królestwa Polskiego znajdujących się pod zarządem niemieckim. Zurbanizowane obszary Zawiercia na wschód od Kolei Warszawsko-Wiedeńskiej znalazły się początkowo w strefie okupacyjnej austriackiej i utworzonym tam powiecie dąbrowskim, gdzie weszły w skład gminy Kromołów, której zostały siedzibą. W marcu 1915 władze austriackie zasygnalizowały, że organizacja gminy Kromołów nie została w pełni przeprowadzona i że „obszar gminy pozostaje ten sam jak dotychczas, o ile wskutek umowy z niemieckim zarządem wojskowym co do granicy, części gminy nie przypadają na terytorium zarządu Niemieckiego”. Doszło do tego 15 sierpnia 1915, kiedy to Zawiercie (Wschodnie) z fabryką Huldscinskiego wyłączono z gminy Kromołów, zatwierdzając tym samym jego przynależność do miasta Zawiercia w niemieckiej strefie okupacyjnej; równocześnie siedzibę gminy Kromołów przeniesiono z Zawiercia (Wschodniego) do Kromołowa.
Po wojnie całe miasto Zawiercie znalazło się w granicach niepodległej Polski.